# 武定州 (唐朝)
武定州，中国唐朝时设置的州。
唐高宗总章年间，招抚蛮獠麻氏部落设置武定州。治所在扶耶县（今越南宣光省山阳）。属于安南都护府。唐宪宗元和二年（807年），武定州又羁縻州升为正州，治所在扶耶县，下辖扶耶县、潭湍县（今越南太原省太原）。